# Comșești, Cluj
Comșești (în trecut Comițig; în maghiară Komjátszeg) este un sat în comuna Tureni din județul Cluj, Transilvania, România.

## Istoric
Tumulii  din punctul “Castăi” sunt înscriși pe Lista monumentelor istorice din județul Cluj, elaborată de Ministerul Culturii din România în anul 2015.
În anul 1355 se numea "Komiatzek", în 1367 "Kampuszadzegh”, în 1442 "Kampyadzegh", în 1733 "Komiatzig", iar în 1854 "Komyatzegh". Pe la 1507, proprietari ai satului au fost Balazs si Istvan Komjátszegy.
Pe Harta Iosefină a Transilvaniei din 1769-1773 (Sectio 095), localitatea apare sub numele de „Komját-Szeg”.
Zona cuprinsă între Tureni – Comșești – Mărtinești a fost în trecut bogat împădurită și populată cu numerose animale sălbatice. Aici se afla de altfel și unul din fondurile de vânătoare ale regelui Matei Corvin. 
Potrivit unei povestiri neconfirmate, în anul 1878, când s-a reamenajat drumul Turda-Cluj, ar fi fost descoperite însemnate obiecte din aur, îngropate de către un episcop cu numele Statilo.

## Demografie
De-a lungul timpului populația localității a evoluat astfel:

## Lăcașuri de cult
- Biserica unitariană din Comșești
- Biserica ortodoxă din Comșești, edificată între anii 2004-2010. Este o construcție în formă de cruce greacă cu abside. Peste naos se înalță o turlă străpunsă, de formă octogonală; interiorul acestuia este bine luminat de cele opt ferestre dispuse pe fiecare parte. Pronaosul este acoperit de o boltă ce se reazemă pe doi pereti drepti; este luminat de două ferestre dispuse simetric. Deasupra tindei se înalță două turle de formă circulară, nestrăpunse, având utilizarea de clopotniță. Interiorul a fost pictat în tehnica „frescă” de pictorul bisericesc Pușcașiu Ovidiu Florian. Iconostasul a fost confecționat din lemn de tei de sculptorul Nicolae Câmpeanu din Dej. Biserica a fost sfințită în data de 3 octombrie 2010, ierarhul care a sfințit-o fiind episcopul vicar Vasile Someșanul al Arhiepiscopiei Vadului, Feleacului și Clujului[5].

## Imagini

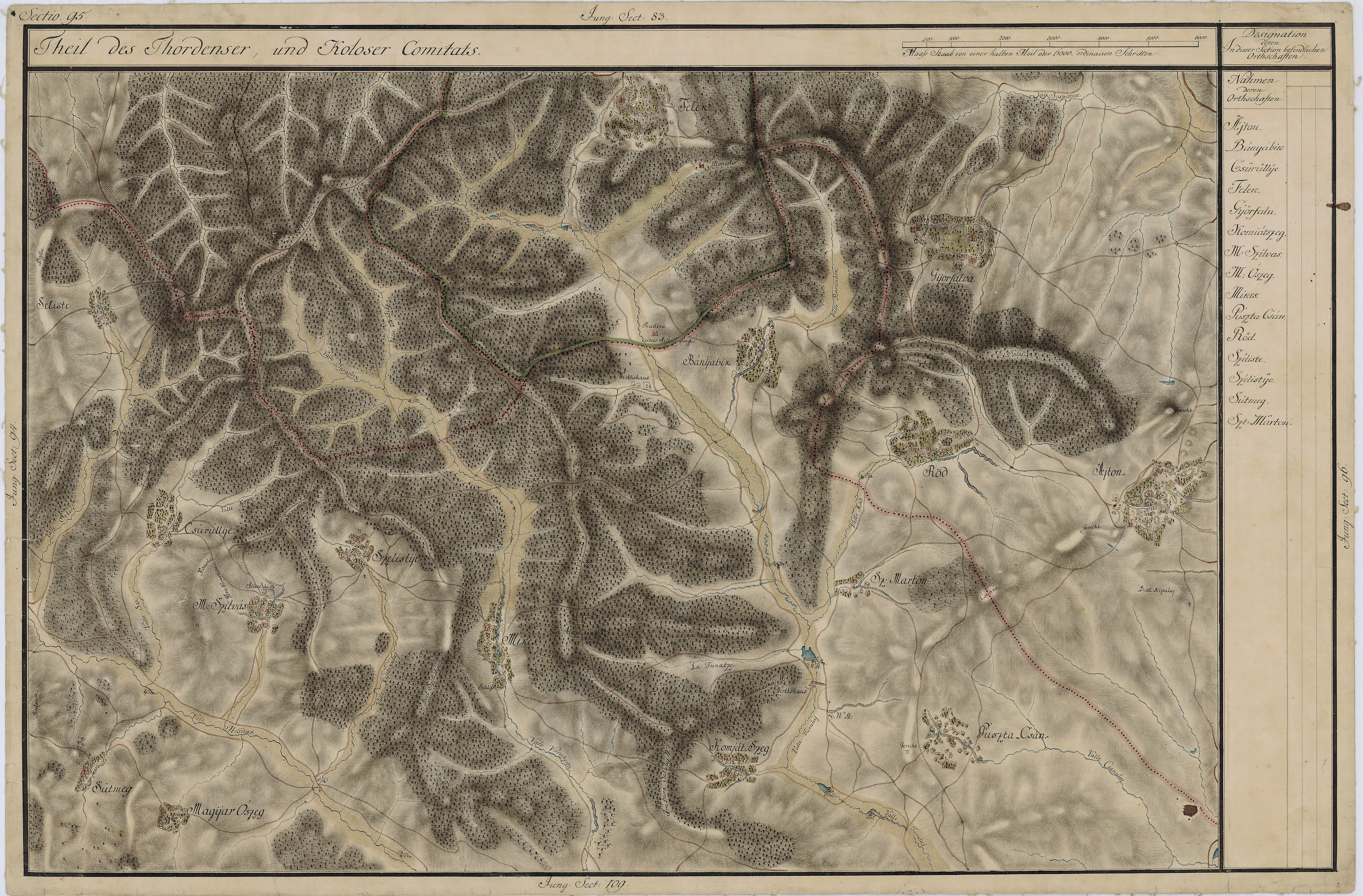
Comşeşti pe Harta Iosefină a Transilvaniei, 1769-1773 (Sectio 095)
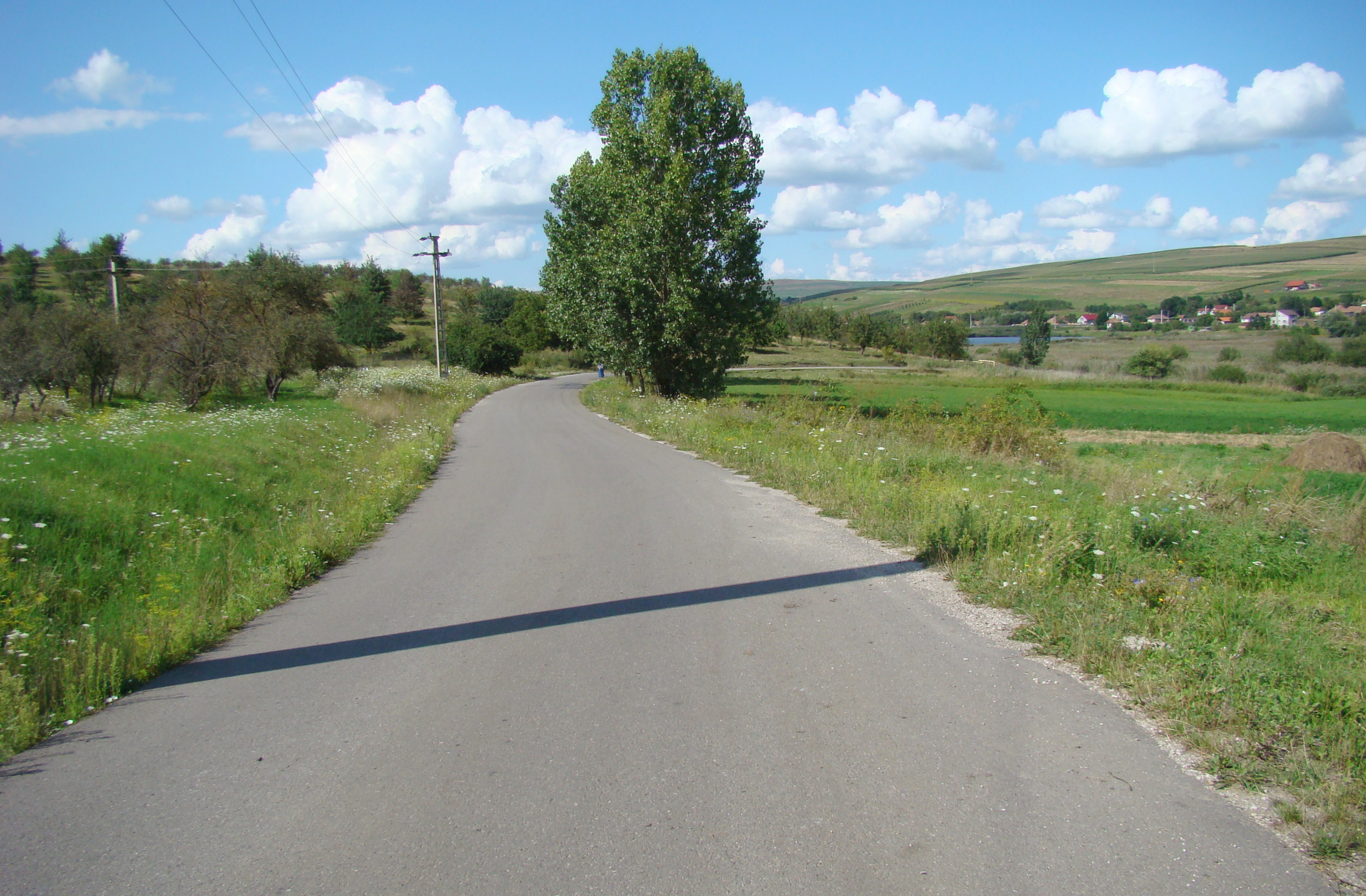
Drumul Mărtinești-Comșești
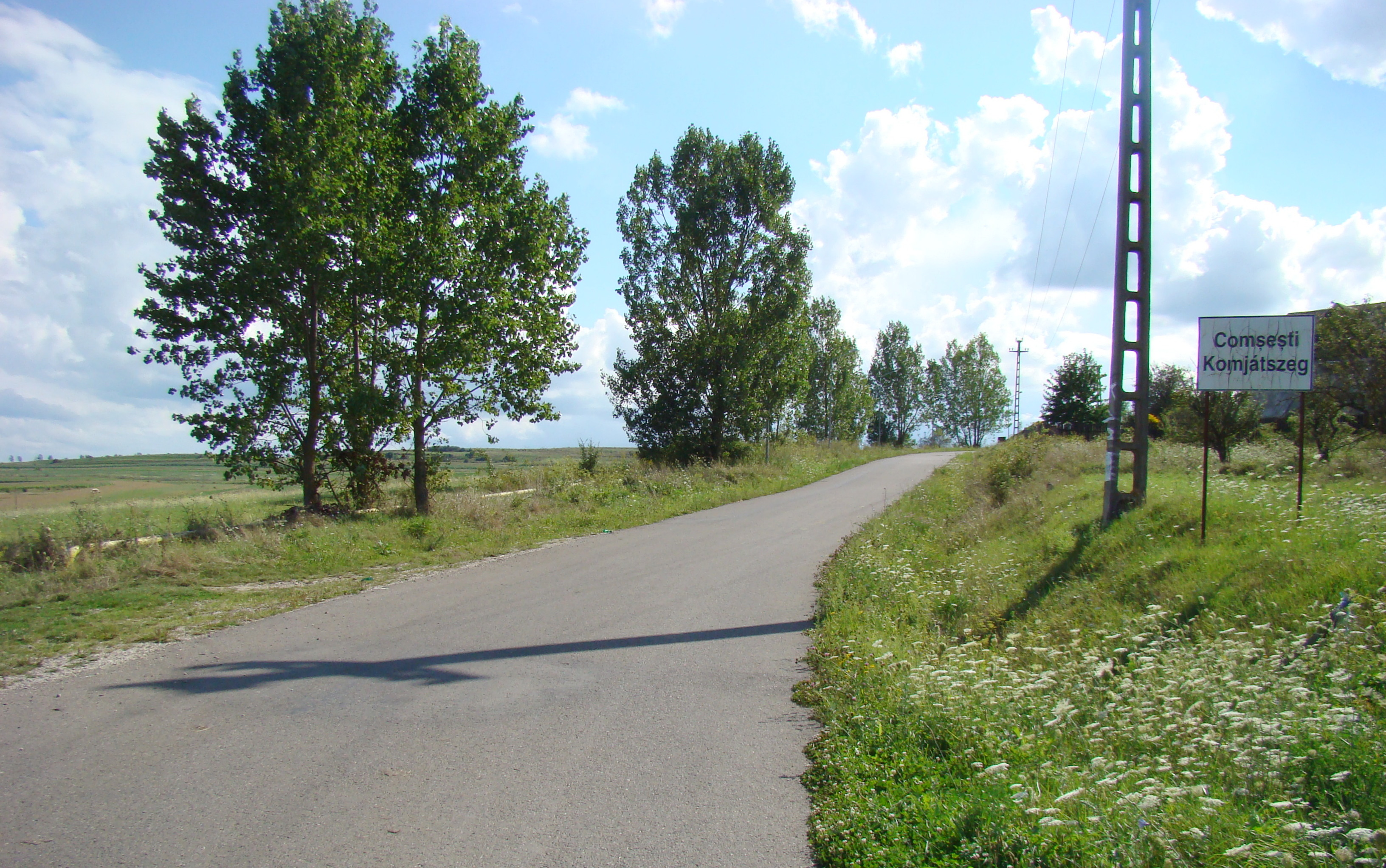
Intrarea în localitate
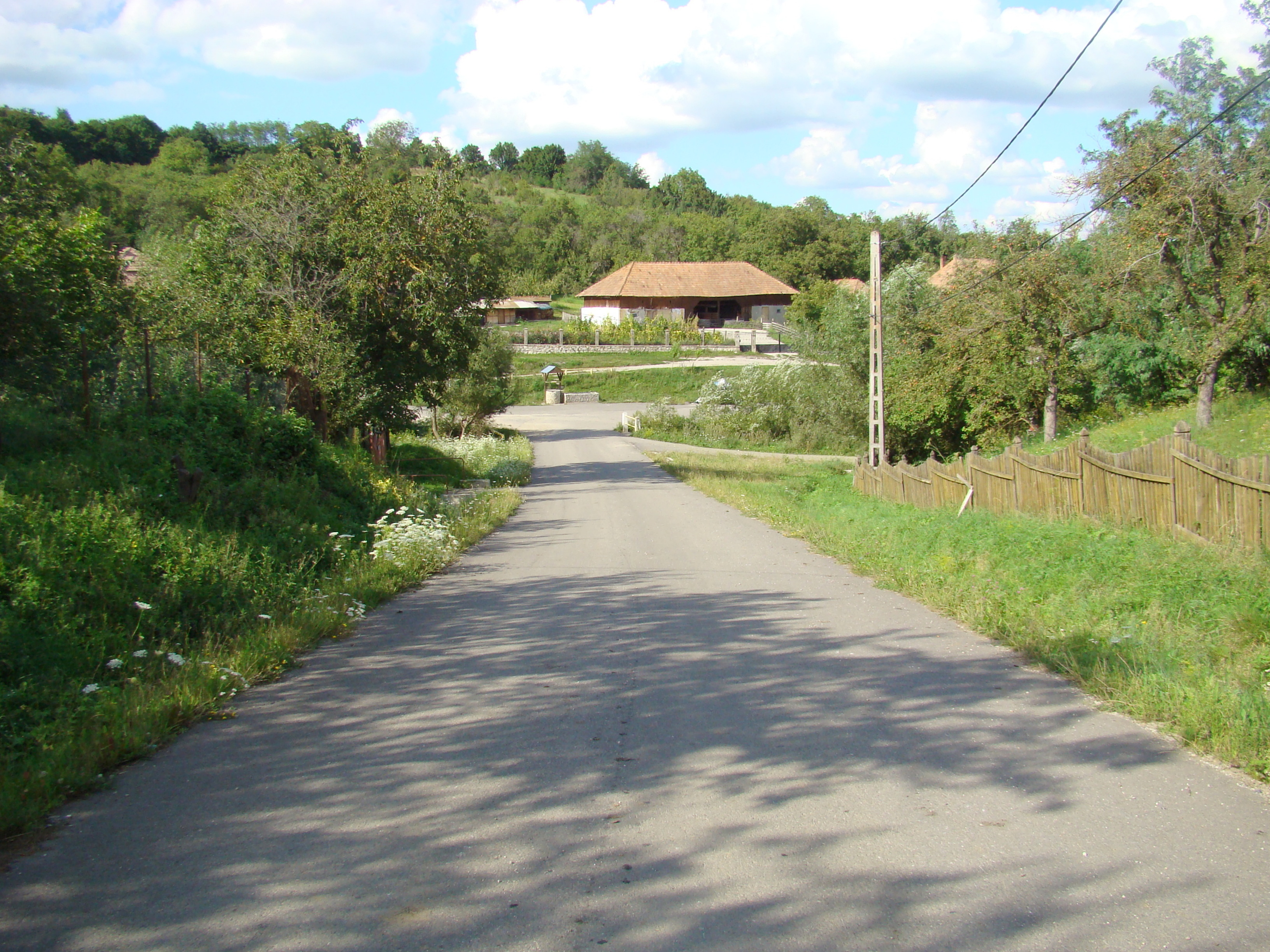
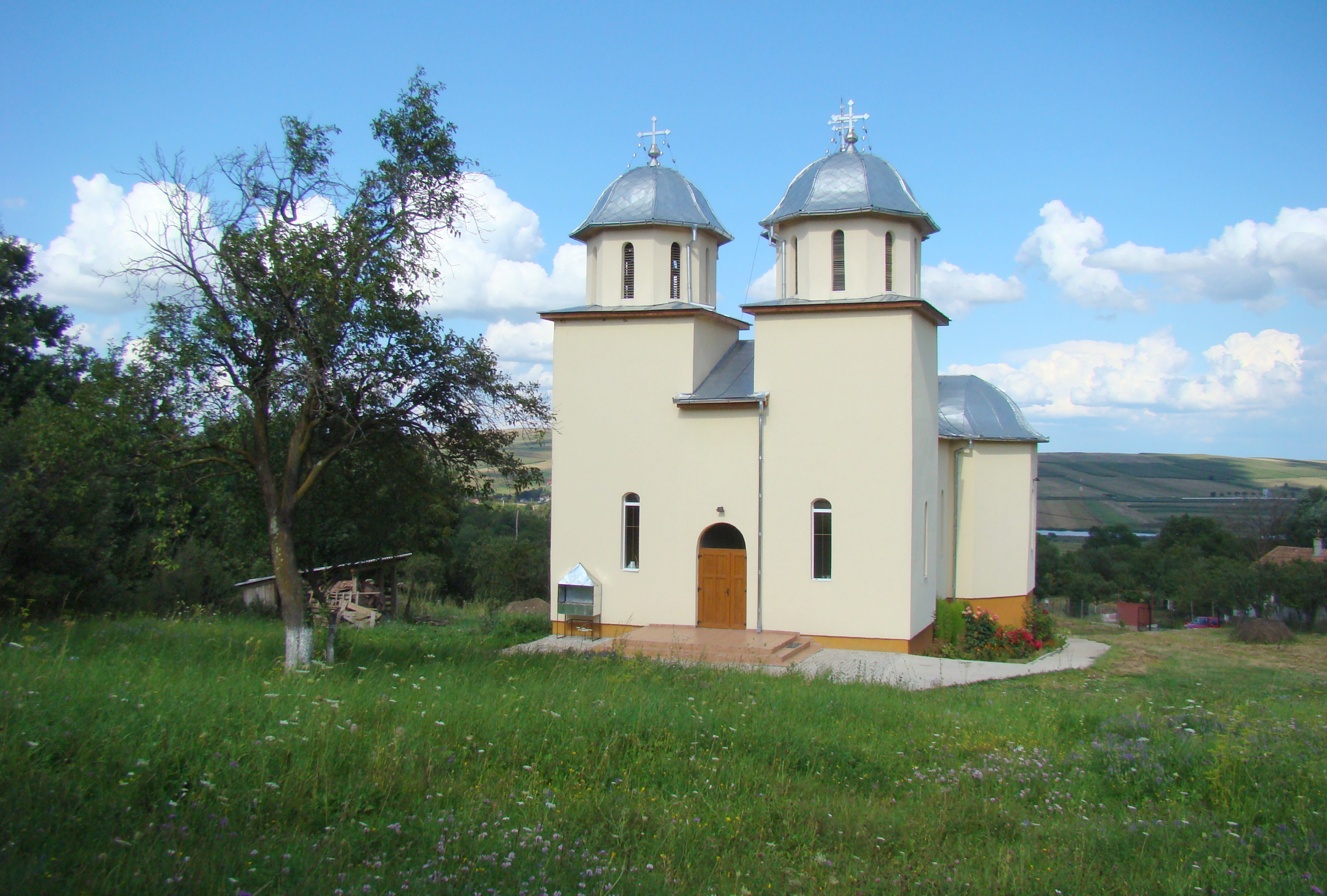
Biserica ortodoxă „Pogorârea Sfântului Duh”
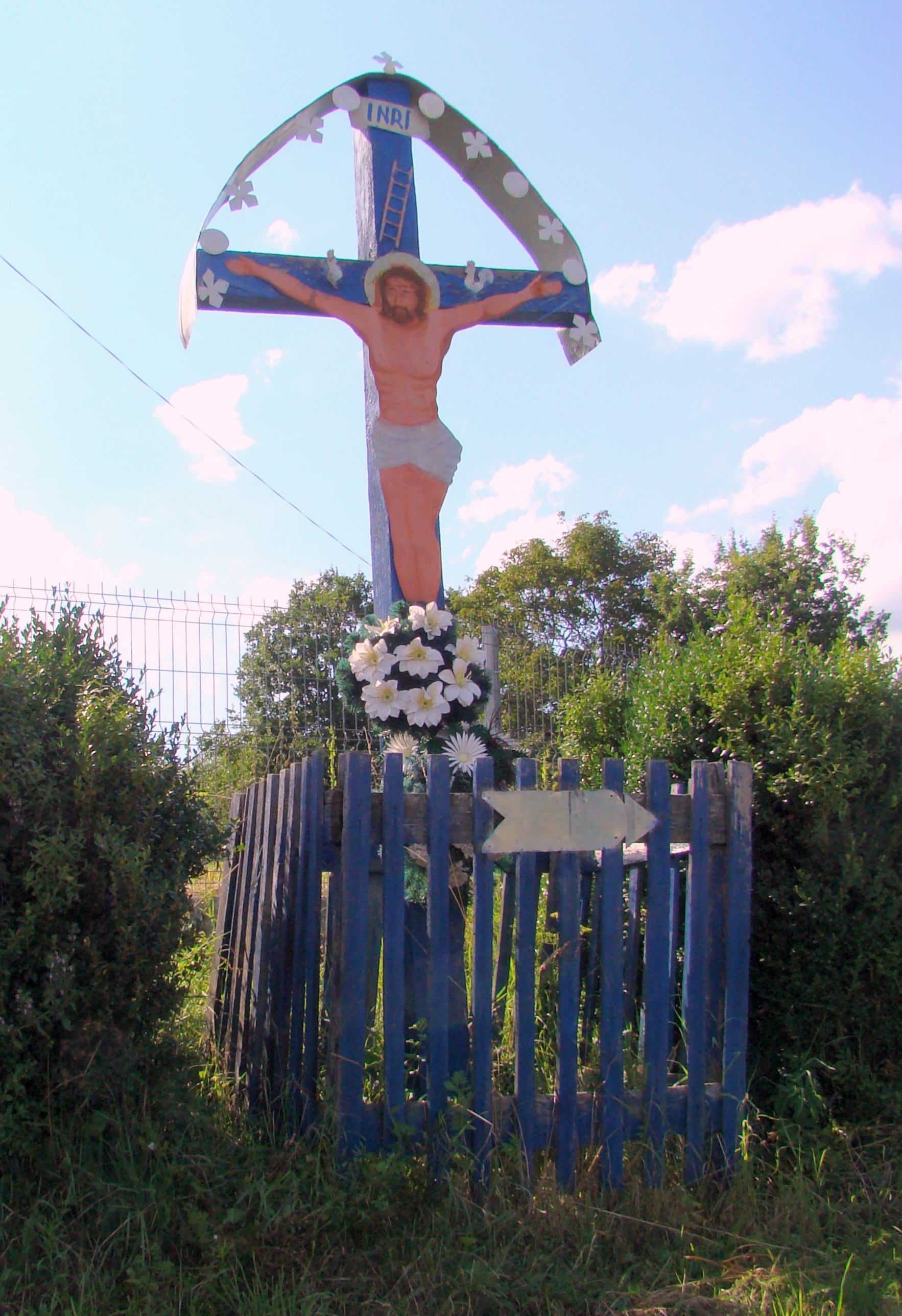
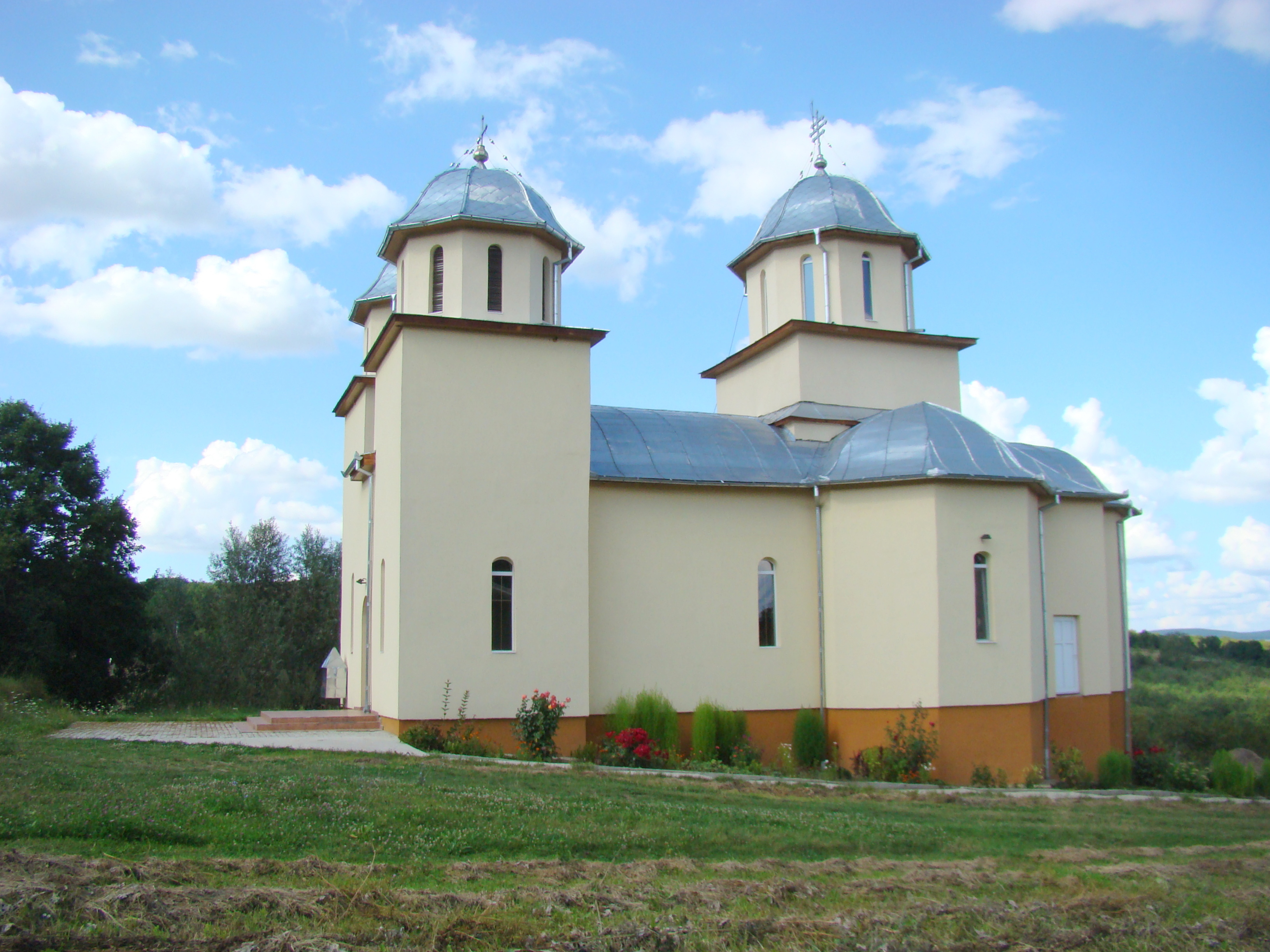
Biserica ortodoxă
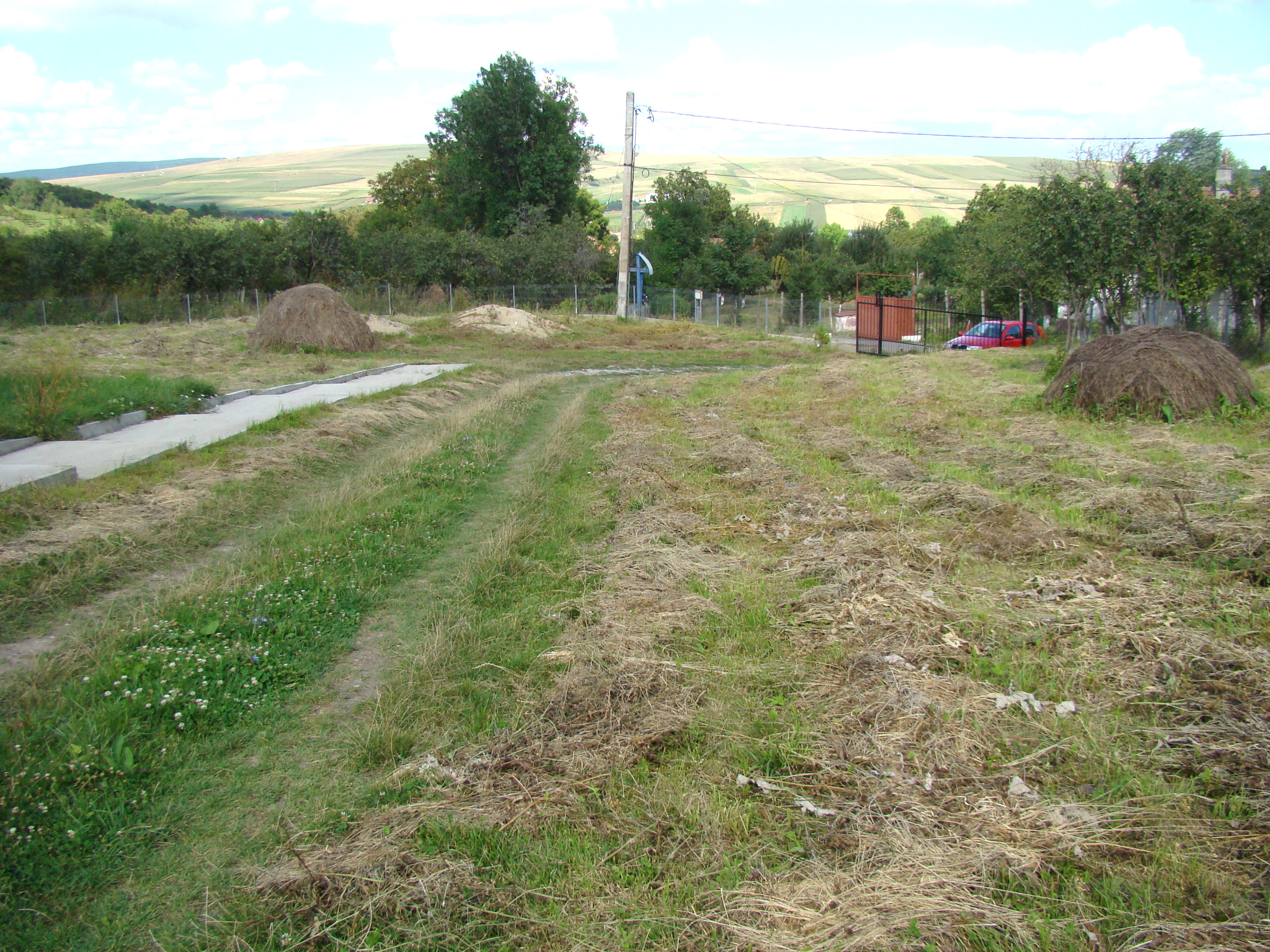
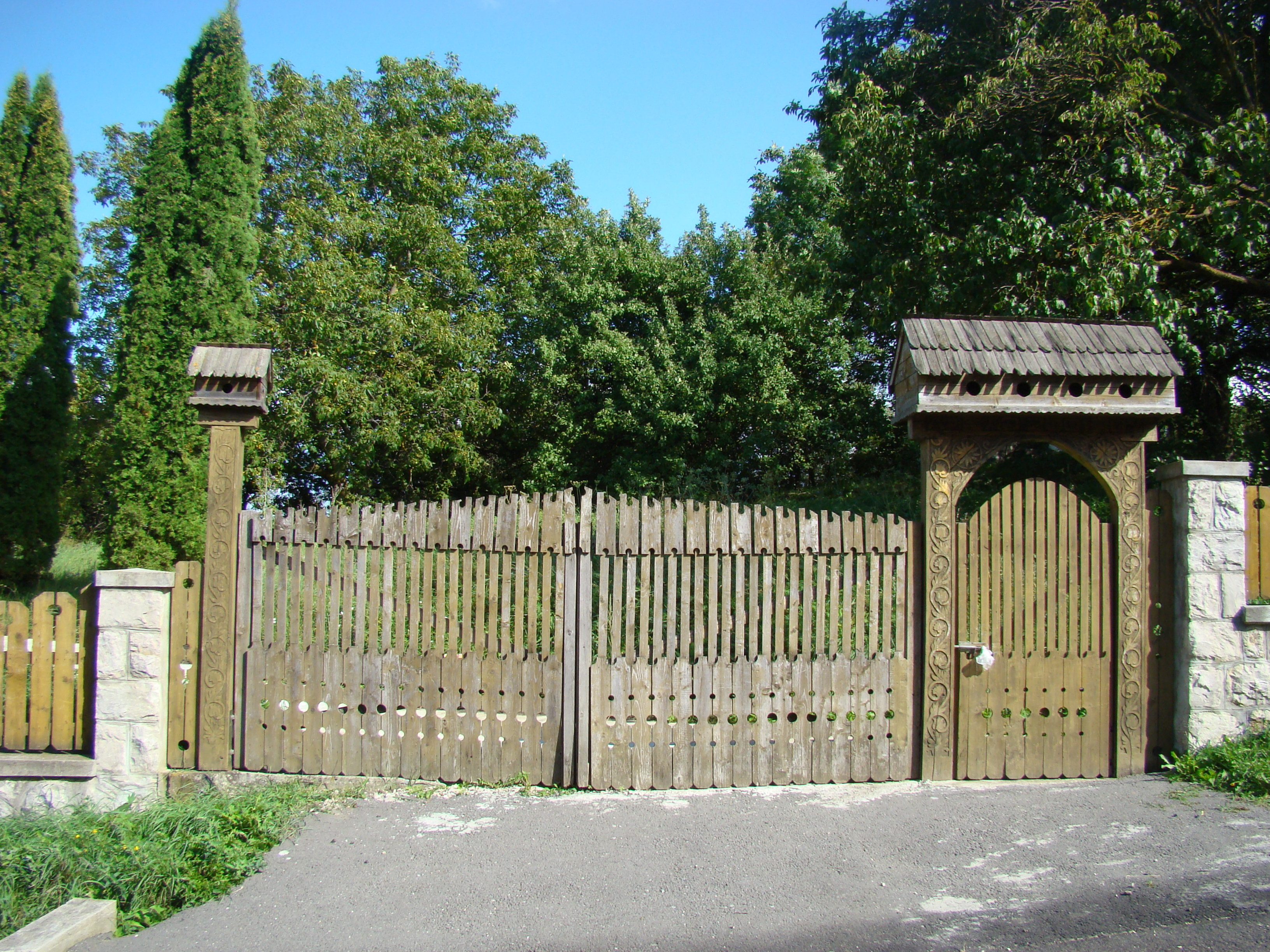
Poarta de lemn a bisericii unitariene
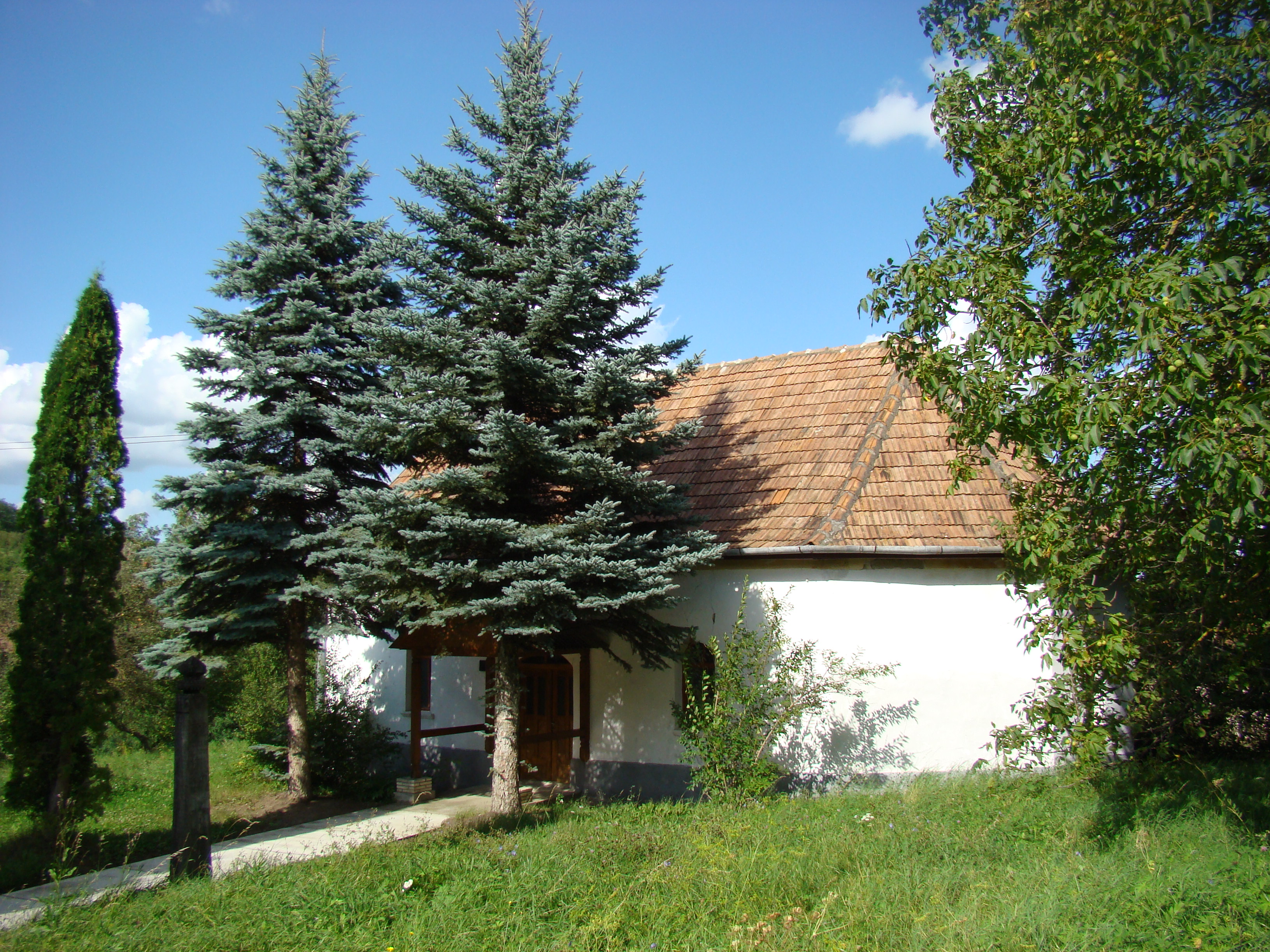
Biserica unitariană
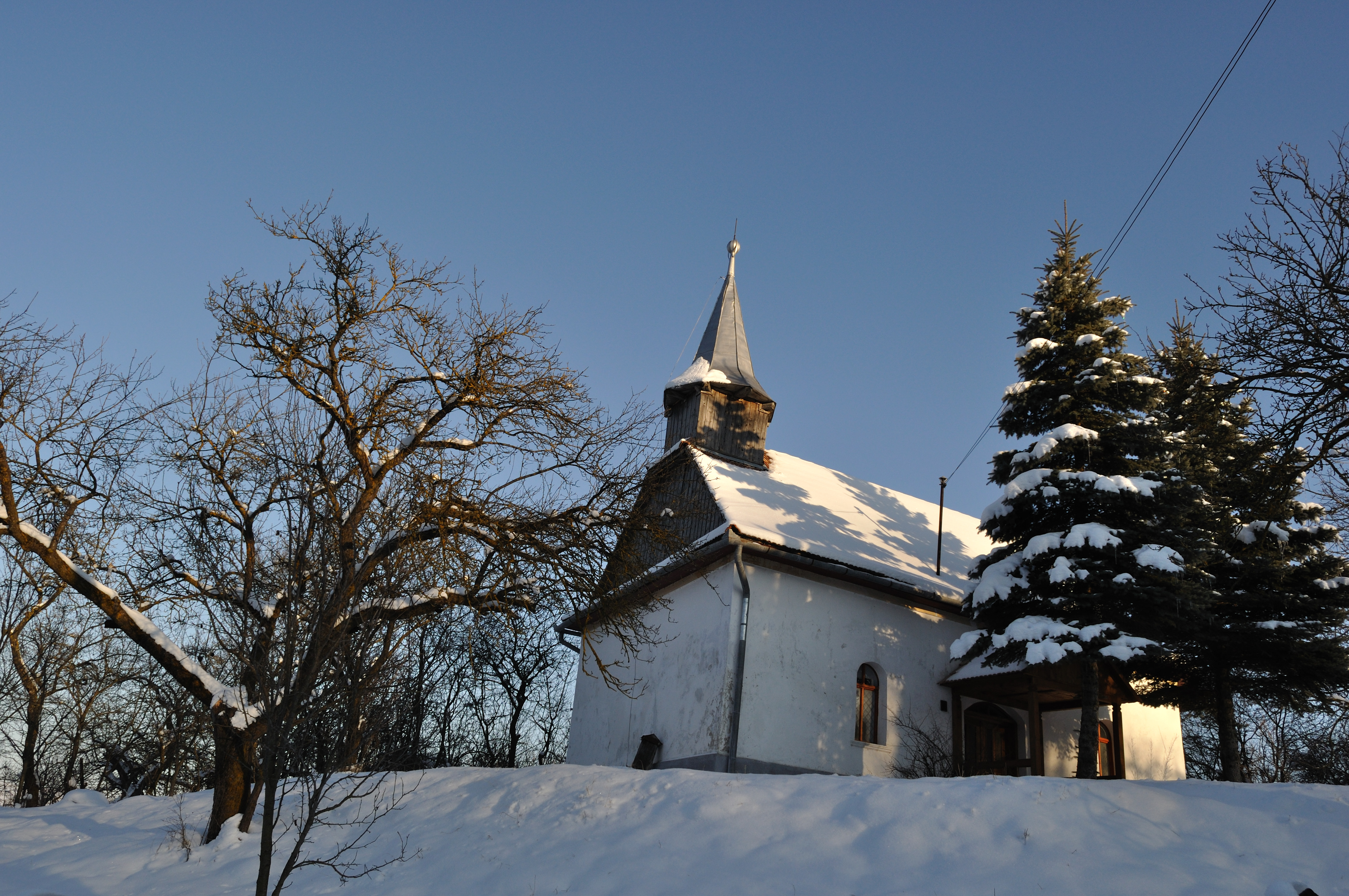
Biserica unitariană (iarna)
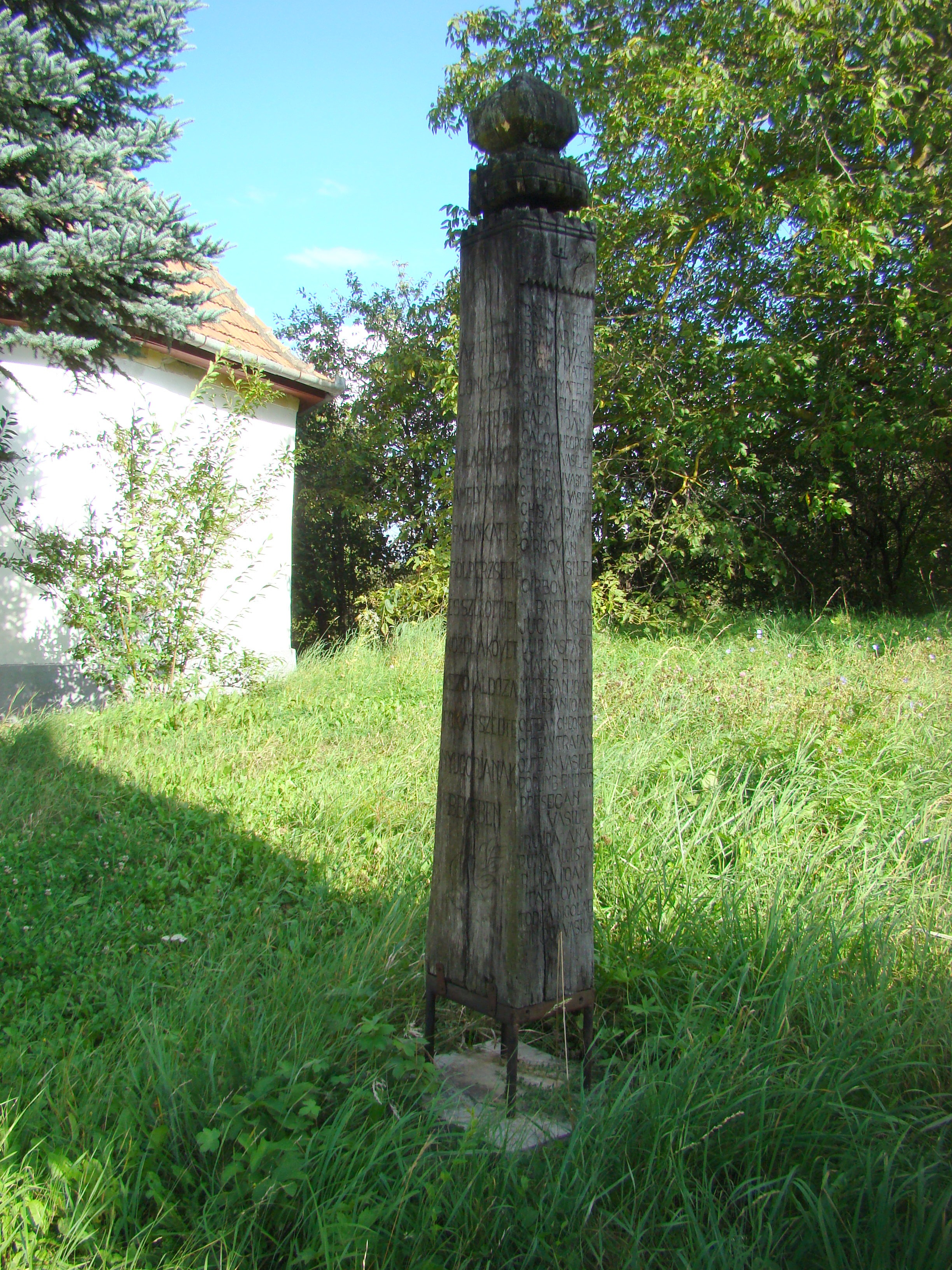
Monumentul Eroilor din curtea bisericii unitariene
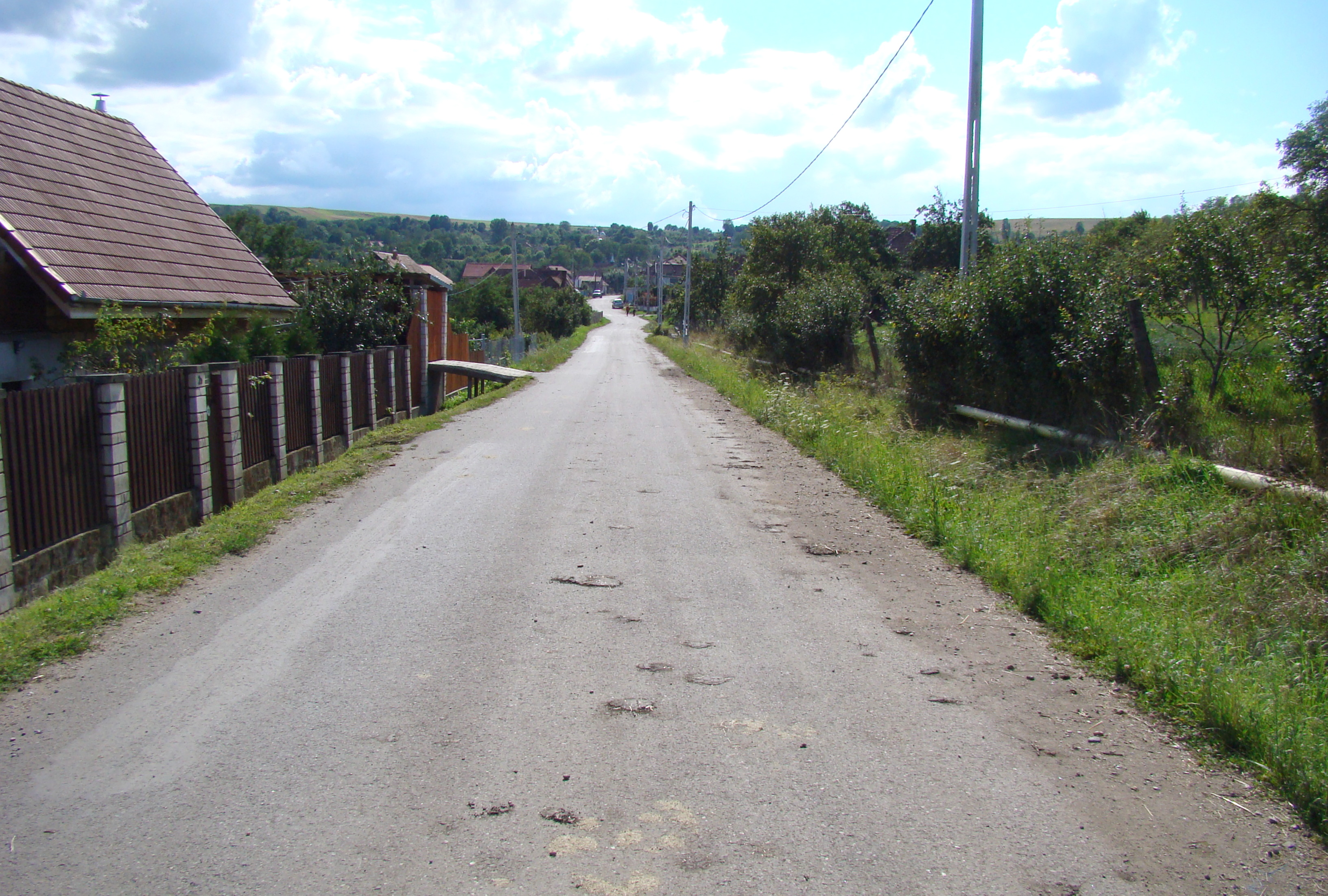